# Rubin
Rubin je izjemno redek in zelo cenjen dragi kamen. Je različek korunda, največkrat pa se pojavlja v škrlatni ali svetlo rožnato rdeči barvi, od koder izvira tudi njegovo ime. To namreč izhaja iz latinske besede ruber, ki pomeni rdeče. Ta mineral je po trdoti takoj za diamantom in dosega vrednost 9,0 na Mohsovi lestvici.
Rubini običajno tvorijo kristale v obliki šeststrane prizme. Zelo redki so zvezdasti rubini, ki imajo v določenem preseku zvezdast vzorec in prelivajo barve. Najpomembnejša nahajališča rubinov so Mjanmar, Šrilanka in Tajska, pojavljajo pa se tudi v ZDA, Avstraliji, Grenlandiji in ponekod v Afriki.
Najbolj cenjeni so rubini, ki jim zaradi svoje barve pravijo golobja kri in jih je moč najti samo v Mjanmarju.